# Catabena lineolata
Catabena lineolata là một loài bướm đêm trong họ Noctuidae.